# Culture de Remedello
Subdivisions
- 2 phases supposées mais discutées

La culture de Remedello correspond à une phase de l'Âge du cuivre d'une partie de l'Italie du Nord. Le site éponyme de cette culture a été découvert à la fin du XIXe siècle dans la commune de Remedello sotto Brescia. L'essentiel des sites connus actuellement et rapportables à cette dernière ont pour la plupart été découverts durant cette même période, entre 1872 et 1899. Cependant, il faut attendre le milieu du XXe siècle et les travaux de L. Zambotti pour qu'elle soit clairement définie. Cette définition a ensuite été enrichie par les travaux d'O. Cornaggia Castiglioni. Ce dernier considère parmi les éléments spécifiques à cette culture les tombes en fosse, les poignards bifaciaux en silex, certains types d'objets en métal, certaines poteries et des éléments de parure.
De nombreux chercheurs ont par la suite montré que la plupart de ces éléments supposés caractéristiques avaient en fait une distribution nettement plus large que cette culture. Inversement, il a également été démontré qu'il existe une diversité importante entre les sites de cette culture à la fois dans les objets découverts mais également dans les structures,. La notion de « culture de Remedello » continue malgré tout d'être très largement employée dans les publications scientifiques.

## Chronologie
La datation de cette culture est longtemps restée très imprécise et erronée puisque certains auteurs la plaçaient au cœur du IIe millénaire. Une série de datations radiocarbones effectuée sur les ossements des individus de plusieurs tombes du site de Remedello permet désormais de la situer entre la fin du IVe et la première moitié du IIIe millénaire.
Sur la base de ces dates et sur la base des objets découverts dans ces tombes, deux phases différentes ont été définies,, :
- Remedello I : de 3350 à 2900 av. J.-C.
- Remedello II : de 2900 à 2500 av. J.-C.

Cependant, cette chronologie «  longue » est discutée. L'attribution à l'une ou l'autre phase des différents types d'objets découverts dans les sépultures n'est pas claire et les exceptions au schéma proposé sont nombreuses. De ce fait, certains chercheurs proposent une durée beaucoup plus courte pour cette culture.

## Aire de répartition
L'extension de la culture de Remedello est limitée si on ne considère que les sites qui ont livré l'ensemble des traits supposés caractéristiques. De tels sites ne sont présents que dans le centre de la plaine du Pô, dans la région même où se trouve le cimetière de Remedello. Son extension est beaucoup plus importante si on ne considère que certains éléments, par exemple les céramiques à métopes. De telles céramiques se retrouvent dans quelques sites sur toute l'Italie du Nord, du Piémont jusqu'à la Vénétie.

## Mode de vie
À ce jour, aucun site domestique n'a livré un mobilier permettant de l'attribuer sans ambiguïté à la culture de Remedello. Aucun village n'a été découvert dans le centre de la plaine du Pô. Les seuls sites de cette région sont des cimetières. 
La reconstitution du mode de vie de la population se base donc uniquement sur les éléments déposés près des inhumés. Les différentes catégories d'objet sont issus de productions artisanales variées. Cela suggère que la population maîtrisait différentes activités et/ou pratiquait des échanges avec les communautés qui produisaient ces objets. Ces activités couvrent la métallurgie, la réalisation d'outils en pierre taillée et en pierre polie, la réalisation de poteries ou encore de tissages.
Les activités de subsistance sont inconnues. On ignore ainsi l'importance de l'élevage (pastoralisme ?) par rapport à l'agriculture.

## Les productions matérielles

### La céramique
Les poteries découvertes dans les tombes sont d'un bas niveau technique. Elles sont rares, puisqu'on ne recense que 9 exemplaires et 10 fragments dans la nécropole de Remedello pour plus de 100 tombes fouillées.
Le plus souvent, leur pâte est grossière, elles sont mal cuites et de ce fait, elles sont fragiles. Selon Cornaggia Castiglioni, elles auraient été spécifiquement réalisées pour être déposées dans les tombes. 
Les vases sont carénés, leur fond est plat. Les formes, assez variées, sont généralement assez profondes. Le décor le plus fréquent est formé de motifs en métopes, c'est-à-dire en quadrilatères remplis de lignes ou de points incisés et imprimés sur la panse des vases. Ce décor, peut-être réalisé au peigne, peut constituer plusieurs frises sur le même vase. Parfois, une bande de grands cercles est visible sur la carène.
Quelques vases, de qualité technique supérieure, correspondent à des styles d'autres cultures. Ainsi, des vases de style campaniforme ont été découverts dans plusieurs sépultures de Remedello.

### Les outils et les armes en roche taillée
Les pointes de flèches et les poignards sont relativement fréquents dans les tombes. Ces objets sont présents dans 27 des 79 tombes avec du mobilier recensées par Cornaggia Castiglioni pour la culture de Remedello. Parfois, la différence entre les deux catégories ne se base que sur leurs dimensions, car l'emmanchement n'est jamais conservé : les petites pointes sont considérées comme des pointes de flèche et les plus grandes comme des poignards. La position de ces derniers, près de la main des inhumés conforte cette interprétation.
Les deux types d'objet sont réalisés par façonnage bifacial sur des grands éclats de silex.
Les poignards sont nettement plus rares que les pointes de flèche. E. Mottes en recense plusieurs dizaines. Pour l'essentiel, ils sont façonnés dans le silex des Monts Lessins (it). Leur qualité de réalisation est optimale. Il serait abusif de ne les considérer que comme des imitations des exemplaires en métal. Au moins une partie porte des traces d'utilisation comme couteau.
En dehors de ces poignards et de ces pointes de flèche, quelques éclats et quelques lamelles en roche taillée sont parfois déposés dans les sépultures.
La sépulture d'Asola, attribuée à la culture de Remedello,, a livré un poignard réalisé sur une grande lame en silex vraisemblablement originaire des gisements de Forcalquier, dans le sud-est de la France.

### Les objets en métal
En premier lieu, il faut noter l'absence totale de gisements métallifères dans la plaine du Pô. Les objets métalliques de la culture de Remedello viennent donc d'autres régions ou ont été réalisés grâce à du métal provenant d'autres régions,. Dans le cimetière de Fontanella Mantovana, on compte un objet en cuivre pour 10 tombes.
Bien que relativement rares, certains des objets en métal découverts dans les sites de cette culture sont caractéristiques : 
- Les poignards de type "Remedello" ont une lame triangulaire large avec une nervure centrale, une soie courte et étroite rectangulaire percé d'un trou pour la fixation au manche au moyen d'un rivet. Ils sont en cuivre avec une proportion notable d'arsenic. Cornaggia Castiglioni en recense 9 pour l'ensemble de cette culture[1].
- Les haches sont plates, leur talon est droit. Elles sont en cuivre assez pur.
- Deux objets en argent, une épingle à tête en forme de T et un pectoral en forme de croissant, ont été découverts dans des tombes de la nécropole éponyme[1].
- D'autres objets, fragmentaires pour certains, sont également recensés, par exemple quelques poinçons et des lamelles, mais aussi des éléments de parure.

À l'image de la culture de Rinaldone, les éléments en cuivre pur sont plus fréquents dans la culture de Remedello que dans les autres cultures contemporaines.

### Les objets en pierre polie
Cornaggia Castiglioni recense 22 haches dans plusieurs des sépultures de la culture de Remedello. Au moins une partie est en jadéite. Il ne s'agit pas d'imitations d'objets en métal.  

### Les autres productions matérielles
Les éléments de parure des inhumés sont constitués notamment de plaquettes en coquillage, de petits anneaux et de cylindres en calcaire et en stéatite, de pendentifs en marbre,. Des défenses de sanglier sont présentes dans plusieurs sépultures.
L'empreinte d’un tissu sur le poignard en métal de la tombe 83 du site éponyme témoigne de la pratique du tissage.
L'os et le bois de cervidé étaient également travaillés comme en témoignent deux poinçons découverts à Fontanella Mantovana et deux gaines de haches à Remedello.

## Pratiques funéraires
Les pratiques funéraires sont homogènes. Les individus sont inhumés dans des fosses en pleine terre, généralement peu profondes. Ils sont en position latérale semi-fléchie. Le nombre de sépultures est très variable selon les sites. Dans la nécropole éponyme, 119 ont été fouillées, dont certaines sont nettement postérieures à la culture Remedello. Il y en avait probablement beaucoup plus à l'origine. On recense 40 tombes à Cumarola près de Modène, 36 à Fontanella et seulement 2 à Panellesella près de Volongo.
À Remedello, les tombes sont disposées en rangées régulières. Quelques sépultures secondaires sont également documentées. 
Tous les inhumés ne sont pas accompagnés d'objets. Il n'existe pas de tombes exceptionnellement riche en comparaison des autres. Les poignards en silex se retrouvent dans la plupart des tombes masculines à Fontanella Mantovana.
Sur les 123 tombes recensées par Cornaggia Castiglioni à Remedello, 96 étaient destinées à des adultes.

## Transformations idéologiques et sociales
Pour Christian Jeunesse, la panoplie stéréotypée comprenant le poignard avec ses différentes variantes, la hache plate et l'alène à section rectangulaire qui émerge dans toute la Méditerranée occidentale et dans la culture de Remedello témoigne « de l'émergence d'une nouvelle idéologie fondée sur une forte valorisation de l'individu et du guerrier très proche de celle que l'on associe traditionnellement à l'implantation, 8 ou 10 siècles plus tard, du Campaniforme ».

## Les influences de la culture de Remedello

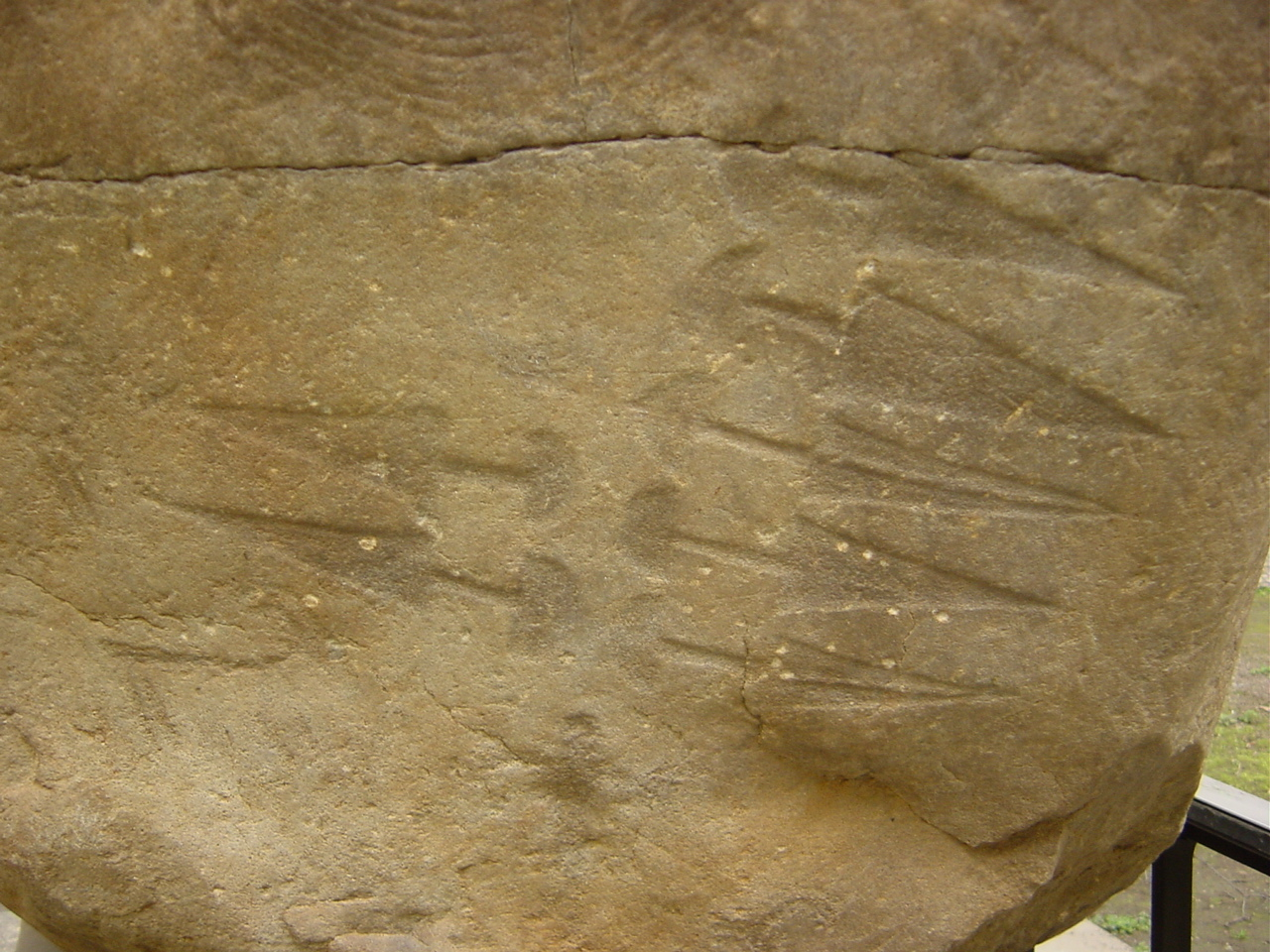
Poignards de type Remedello gravés sur une roche à Valcamonica.

La définition de la culture de Remedello est délicate du fait que les types d'objets présents dans cette culture se retrouvent également dans les cultures contemporaines. C'est notamment le cas des poignards en cuivre de type "Remedello" que l'on retrouve sur toute l'Italie,, mais aussi en Suisse et dans le sud de la France,,,,. De tels poignards avaient également une importance symbolique très importante puisqu'ils sont figurés parfois sur des statues-menhirs, par exemple à Saint-Martin-de-Corléans à Aoste, ou encore à Sterparo dans les Pouilles mais également dans les gravures rupestres de Valcamonica et Valteline. Comme le souligne A. Dolfini, le développement et la diffusion de tels poignards est probablement lié à des traditions régionales qui prennent place dans des tendances plus générales.
D'autres objets ont une distribution très large. C'est le cas par exemple des épingles en argent à tête en forme de T que l'on retrouve également dans plusieurs sites de la culture de Rinaldone. Le lieu de production de ces éléments métalliques est cependant encore inconnu. Il est donc impossible d'affirmer qu'il s'agit d'exports provenant de la sphère culturelle de Remedello. À l'inverse, les poignards bifaciaux en silex sont produits aux Monts Lessins, donc à proximité immédiate de la région dans laquelle cette culture se développe. Ils sont distribués sur des centaines de kilomètres et atteignent notamment l'est de la Suisse. L'homme de Similaun, découvert en haute montagne à la frontière entre l'Autriche et l'Italie en possédait un exemplaire. Selon M. Honegger, la diversification des pointes de flèche en roche taillée que l'on observe dans le sud de la France et en Suisse pourrait trouver son origine dans la culture de Remedello.
Inversement, on trouve dans les sites de la culture de Remedello des éléments témoignant de l'influence d'autres cultures. Ainsi, des éléments dérivant de la culture de Polada sont présents dans 8 des sépultures du site éponyme,. Des vases campaniformes sont également documentées dans plusieurs sites. Enfin, certains éléments montrent des affinités avec la culture languedocienne de Fontbouisse.